# Mentee
Mentee představuje jednu z rolí odehrávající se během procesu mentoringu. Za mentee považujeme osobu, která je při mentoringu rozvíjená, v mentorském vztahu se stává partnerem mentora (tj. osoba zkušenější, nabízející rozvoj) přijímajícím výhody. Doslovný překlad se v češtině nepoužívá, ale můžeme jej chápat jako rozvíjenou osobu, svěřence, chráněnce, nebo klienta mentoringového programu.
Pojem mentee může být zaměňován s označením protégé, který je také příjemcem benefitů.  Odborná literaturu tyto dva významově shodné pojmy odlišuje v závislosti na prostředí, v němž se mentoring odehrává. 

## Mentee v procesu mentoringu
Mentoringu, jak by se na první pohled mohlo zdát, není nic novodobého, naopak vychází z antiky. Poprvé se objevuje v Homérově eposu Oddysea, postava Mentora představuje moudrého muže a rádce. Z tohoto důvodu je mentoring považován za jeden z nejstarších modelů pro lidský rozvoj.
V dnešní podobě známe mentoring jako mnohem více formalizovaný specifický proces probíhající mezi zkušeným, speciálně vyškoleným odborníkem – tedy mentorem a jedincem, jemuž je pomáháno při vzdělávání a rozvoji. Také se může jednat o poskytování poradenství a zkušeností začátečníkovi v oboru již zkušeným. V obou případech představuje osobu s méně znalostmi odborně vedenou a rozvíjenou. Z toho také vyplývá, že mentee nemusí nutně být osoba věkově mladší, protože nikdy není jasně dané, že osoba věkově starší je také osobou s více znalostmi a zkušenostmi. V některých oblastech je tomu právě naopak. Mentorem rozvíjejícím mentee se může stát každý, kdo má zájem nabídnout odborné rady a zkušenosti či podnětné nápady.

## Výhody pro mentee
Rozvoj mentee probíhá během celého mentorování. Protože se jedná o proces, jehož základem je vztah mentora a mentee, nepřináší rozvíjenému pouze znalosti a dovednost, ale také spoustu dalšího. Mezi tyto výhody můžeme zařadit:
- získání schopností, potenciálu a pracovní rozvoj
- získání vnitřní motivace k dalšímu rozvíjení a vzdělávání
- poznání sebe sama, svého potenciálu a svých schopností
- rozvoj vztahu mezi kolegy, ale také instituce, v níž pracují
- pomoc při změnách – profesní rozvíjení, ale i emoční podpora
- usnadnění přijímání změn

Všechny tyto výhody lze také považovat za cíle mentoringu. Jejich výčet však není přesný, pouze obecně platný. V některých případech může mentoring dokonce sloužit jako prevence proti syndromu vyhoření. Vždy záleží na konkrétním mentorském vztahu a také účelu, k němuž je mentoring prováděn. V profesní oblasti mohou vést k lepšímu zvládání pracovních povinností a úkolů.
Pokud se budeme profesní oblasti držet i nadále a mentee bude představovat začátečníka ve svém oboru, má mentoring těchto základních pět cílů, které opět vychází z již zmíněných výhod pro mentee a jsou velmi důležité pro úspěšný profesní start. 
- kompetence – znalosti a dovednosti a jejich následná aplikace ve výuce
- sebedůvěra – věřit v sebe sama, svá rozhodnutí, odpovědnost a sebekontrolu
- sebeřízení – schopnost se sám dále rozvíjet
- profesionalismus – znalost profesní etiky a přijetí vlastní odpovědnosti

Dále také získává mentee nováček informace o pracovišti, včetně všech jeho tradic a zvyků, což mu velmi usnadní vstup mezi ostatní kolegy i celý pracovní proces.

## Vztah mentora a mentee
Vztah mezi mentorem a mentee představuje základ celého procesu mentoringu.  Protože tento vztah je dlouhodobý, stejně jako celý mentoring, je velmi důležité, aby byl založen na důvěře, vzájemném respektu a spolupráci. Takový vztah může podpořit několik faktorů, jako například oborová blízkost, předchozí zkušenosti a znalosti, ale také dostupnost mentora. Prospěšné může být také vytvoření neformálního období před začátkem mentoringu, které může pomoci k bližšímu poznání a následnému většímu vzájemnému porozumění. 
Mentorský vztah nemá předem stanovenou délku, jeho trvání je vždy individuální. Vždy by však měl procházet 4 fázemi:
- iniciační – budování důvěry, navazování spolupráce
- kultivace – mentor se snaží porozumět cílům mentee
- separace – vznik nezávislosti a samostatnosti mentee
- redefinicice – mentor a mentee se stávají kolegy

Je také důležité, aby byl vztah mentora a mentee vytvořený již před začátkem celého mentorování.